# Nagrade in priznanja Izidorja Cankarja
Nagrada in priznanja Izidorja Cankarja so slovenske nagrade na področju umetnostne zgodovine, ki jih Slovensko umetnostnozgodovinsko društvo podeljuje od leta 1999 na vsaki dve leti, 22. aprila, na rojstni dan Izidorja Cankarja. 
Podeljuje se nagrade za življenjsko delo in priznanja, poleg teh pa od leta 2007 častna priznanja. Posebno priznanje so podelili le leta 2003. 

## Prejemniki nagrade
| Leto | Nagrajenci                             | Ustanova                                                                               | Delo |
| ---- | -------------------------------------- | -------------------------------------------------------------------------------------- | --- |
| 1999 | Jelisava (Špelca) Čopič                | Narodna galerija v Ljubljani, Akademija za likovno umetnost in oblikovanje v Ljubljani | za delo na področju umetnostne zgodovine |
| 2001 | Emilijan Cevc                          | ZRC SAZU                                                                               | za delo na področju raziskav umetnostne zgodovine |
| 2001 | Nace Šumi                              | Oddelek za umetnostno zgodovino FF, Dekanat FF, Znanstveni inštitut                    | za delo na področju umetnostne zgodovine in konservatorstva; za vlogo pedagoga, za ustanovitev in vodenje Znanstvenega inštituta |
| 2003 | Sergej Vrišer                          | Oddelek za umetnostno zgodovino FF                                                     | preučevalec slovenskega baroka |
| 2005 | Janez Höfler                           | Filozofska fakulteta v Ljubljani                                                       | za zasluge pri pedagoškem delu na oddelku za umetnostno zgodovino filozofske fakultete v Ljubljani in oblikovanju mlajše generacije slovenskih umetnostnih zgodovinarjev, za zasluge pri promociji slovenske umetnostne dediščine in umetnostne zgodovine v mednarodnem prostoru ter za izjemen znanstveni opus, v katerem se je enakomerno posvečal tako slovenski kot srednjeevropski in italijanski umetnosti |
| 2007 | Stane Bernik                           | Akademija za likovno umetnost in oblikovanje v Ljubljani                               | za raziskovalno in pedagoško delo na področju novejšega urbanizma, arhitekture in oblikovanja kot tudi za uredniško delo pri revijah Sinteza in Zbornik za umetnostno zgodovino |
| 2009 | Tomaž Brejc                            | Akademija za likovno umetnost in oblikovanje v Ljubljani                               | za izjemno raziskovalno delo na področju umetnostne zgodovine |
| 2009 | Lojze Gostiša                          |                                                                                        | za raziskovalno in organizacijsko delo na področju umetnostne zgodovine |
| 2011 | Mirko Kambič                           |                                                                                        | za več kot štiridesetletno proučevanje in predstavljanje slovenske in svetovne fotografije |
| 2013 | Ivan Stopar                            | ZVKDS, OE Celje                                                                        | za izjemen prispevek na področju kastelologije |
| 2015 | Jure Mikuž                             |                                                                                        | za izjemen prispevek k metodologiji umetnostnozgodovinskega raziskovanja na Slovenskem |
| 2017 | Damjan Prelovšek                       | Znanstveni inštitut ZRC SAZU                                                           | za izjemen prispevek na področju raziskovanja slovenske arhitekture, zlasti arhitekture Jožeta Plečnika |
| 2019 | Ferdinand Šerbelj                      | Narodna galerija                                                                       | za življenjsko delo pri preučevanju baročnega slikarstva |
| 2021 | Ana Lavrič                             | Umetnostnozgodovinski inštitut Franceta Steleta ZRC SAZU                               | za življenjsko delo pri raziskovanju starejše likovne umetnosti na Slovenskem |
| 2023 | Blaž Resman                            | Umetnostnozgodovinski inštitut Franceta Steleta ZRC SAZU                               | za življenjsko delo pri raziskovanju starejše likovne umetnosti na Slovenskem |
| 2025 | Andrej Smrekar (umetnostni zgodovinar) | Narodna galerija                                                                       | |

## Prejemniki priznanja
| Leto | Nagrajenci | Ustanova | Delo |
| ---- | --- | --- | --- |
| 1999 | Breda Ilich Klančnik | | za muzejskogalerijsko delo na področju umetnostne zgodovine |
| 1999 | Andreja Žigon | | za uredniško delo na področju umetnostne zgodovine |
| 2001 | Janez Balažic | | |
| 2001 | Tatjana Wolf Bellotto | | |
| 2003 | Ana Lavrič | | za kritično izdajo Dolničarjeve Zgodovine ljubljanske stolne cerkve s transkripcijo, prevodom in spremno študijo |
| 2005 | Barbara Borčič | direktorica Zavoda SCCA-Ljubljana | |
| 2005 | Barbara Murovec | Umetnostnozgodovinski inštitut Franceta Steleta ZRC SAZU | |
| 2005 | Nina Pirnat Spahić | vodja galerijskega programa Cankarjevega doma | |
| 2007 | Mateja Breščak, Andrej Hirci, Matej Klemenčič, Barbara Murovec, Ivo Nemec, Tamara Trček Pečak | Trček Pečar, Breščak, Hirci (Narodna galerija v Ljubljani), Klemenčič (Oddelek za umetnostno zgodovino FF), Murovec (Umetnostnozgodovinski inštitut Franceta Steleta ZRC SAZU), Nemec (Restavratorski center ZVKDS) | za uspešno izveden projekt Almanach in slikarstvo druge polovice 17. stoletja na Kranjskem |
| 2007 | Jana Intihar Ferjan | Moderna galerija v Ljubljani | za biografsko in bibliografsko delo na področju novejše slovenske umetnosti |
| 2007 | Blaž Resman | | za raziskovalno delo na področju baročnega kiparstva in arhitekture, predvsem pa za monografijo Kiparstvo poznega baroka na Gorenjskem |
| 2009 | Janez Balažic | Pokrajinski muzej Murska Sobota | za razstavni projekt Umetnine iz Prekmurja: od romanike do modernizma |
| 2009 | Metoda Kemperl | Pedagoški fakulteta in Filozofska fakulteta v Ljubljani | za raziskovalno delo na področju baročne umetnosti, predvsem za znanstveno monografijo Korpus poznobaročne sakralne arhitekture na slovenskem Štajerskem in za razstavni projekt Načrti okrožnih inženirjev in mestnih zidarskih mojstrov na slovenskem Štajerskem (1786-1849) |
| 2009 | Helena Seražin | Umetnostnozgodovinski inštitut Franceta Steleta ZRC SAZU, Fakulteta za humanistične študije Univerze na Primorskem                                                                                                  | za znanstvene monografije Arhitekt Giorgio Massari (1687-1766): sakralna arhitektura na Goriškem, v Furlaniji, Istri in Dalmaciji, Kultura vile na Vipavskem in Goriškem od 16. do 18. stoletja in Poročila in risbe utrdb arhitekta Giovannija Pieronija                      |
| 2011 | Mija Oter Gorenčič | | za monografijo Deformis formositas ac formosa deformitas. Samostanska stavbna plastika 12. in 13. stoletja v Sloveniji |
| 2011 | Bojana Piškur | | za zasnovo, organizacijo in izvedbo razstave Vse to je film! Eksperimentalni film v Jugoslaviji med 1951 in 1991 v Moderni galeriji v Ljubljani |
| 2011 | Breda Ilich Klančnik, Gojko Zupan | | za celostno predstavitev slikarja Zorana Mušiča s poudarkom na Mušičevem letu 2009 |
| 2013 | Igor Sapač | | za raziskovalno delo in prispevek k ohranjanju slovenske grajske dediščine |
| 2013 | Blaž Resman, Helena Seražin | Umetnostnozgodovinski inštitut Franceta Steleta ZRC SAZU | Resman (za uredništvo celotne serije), Seražin (za souredništvo prvih treh zvezkov Umetnostne topografi je Slovenije) |
| 2013 | Marjeta Ciglenečki, Polona Vidmar, Janez Höfler | Na Univerzi v Mariboru ter v organizaciji Filozofske fakultete UM in Slovenskega umetnostnozgodovinskega društva ter pod pokroviteljstvom Mednarodnega odbora za umetnostno zgodovino (CIHA)                        | za organizacijo in izvedbo mednarodnega projekta Umetnost okrog 1400 |
| 2015 | Tine Germ | Oddelek za umetnostno zgodovino FF | za prispevek k strokovnemu spoznavanju ikonografi je in njenemu posredovanju zainteresirani javnosti |
| 2015 | Matej Klemenčič | Oddelek za umetnostno zgodovino FF | za monografijo Francesco Robba (1698–1757). Beneški kipar in arhitekt v baročni Ljubljani |
| 2017 | Primož Lampič | | za monografijo Svetloba kot barva. Obarvana in barvna fotografija ter barvni tisk na Slovenskem od začetkov do leta 1945 |
| 2017 | Jože Muhovič | | za Leksikon likovne teorije |
| 2017 | Igor Sapač, Franci Lazarini | | za monografijo Arhitektura 19. stoletja na Slovenskem |
| 2019 | urednika Franci Lazarini in Miha Preinfalk ter avtorji Matjaž Grahornik, Žiga Oman, Igor Sapač, Polona Vidmar, Andrej Hozjan, Primož Predan, Tina Košak, Lilijana Urlep, Valentina Bevc Varl, Mihela Kajzer Cafnik, Andrej Magdič, Eva Sapač | | za monografijo Dvorec Betnava |
| 2019 | urednik Luka Vidmar in avtorji Mija Oter Gorenčič, Metoda Kemperl, Gašper Cerkovnik, Katra Meke, Matej Klemenčič, Martina Malešič, mag. Nataša Polajnar Frelih, Ines Babnik, Magda Miklavčič Pintarič, Ana Pokrajac Iskra, Irena Žmuc, Bernarda Županek, Aleš Maver, Marjeta Šašel Kos, Metoda Kokole, Janez Mlinar, Janez Weiss, Matija Ogrin, Blaž Zabel, Lilijana Žnidaršič Golec | | za monografijo Križanke |
| 2021 | Nataša Golob | | za monografijo Prvo stoletje Oddelka za umetnostno zgodovino |
| 2021 | urednika in avtorji | | za monografijo Na robu: Vizualna umetnost v Kraljevini Jugoslaviji (1929–1941) |
| 2023 | Katra Meke | | za razstavni projekt Fortunat Bergant (1721–1769) |
| 2023 | Matej Klemenčič, Enrico Lucchese | | za organizacijo in izvedbo mednarodnega simpozija Patrons, Intermediaries and Venetian Artists in Vienna and Imperial Domains (1650–1750) ter uredništvo istoimenske znanstvene monografije                                                                                    |
| 2023 | Oddelek dokumentacija – arhiv Moderne galerije in kustosinje Jana Intihar Ferjan, Bojana Rogina, Teja Merhar | | za izjemni prispevek k oblikovanju, hranjenju in proučevanju arhiva podatkov na področju likovne/vizualne umetnosti 20. in 21. stoletja na Slovenskem |

## Prejemniki posebnega priznanja
| Leto | Nagrajenci      | Ustanova | Delo                                                                                             |
| ---- | --------------- | -------- | ------------------------------------------------------------------------------------------------ |
| 2003 | Neva Štembergar |          | za oblikovanje društvenih gradiv, gradiv za Moderno galerijo, bienale industrijskega oblikovanja |

## Prejemniki častnega priznanja
| Leto | Nagrajenci                        | Ustanova                                                               | Delo |
| ---- | --------------------------------- | ---------------------------------------------------------------------- | --- |
| 2007 | Inge Pfleiderer Malačič posthumno |                                                                        | za vrhunske prevode slovenskih umetnostnozgodovinskih besedil v nemški jezik                                                                                         |
| 2009 | ni bilo podeljeno                 | ni bilo podeljeno                                                      | ni bilo podeljeno |
| 2011 | Milena Kožuh                      | Šubičeva gimnazija v Ljubljani, Univerza za tretjo življenjsko obdobje | za dolgoletno pedagoško delo in popularizacijo likovne umetnosti |
| 2013 | Nuša Lapajne                      |                                                                        | za donacijo več umetniških del svojega očeta Toneta Lapajneta, slikarja Lojzeta Spazzapana Narodni galeriji (Ljubljana) in Pilonovi galeriji v Ajdovščini            |
| 2015 | Anton Toni Biloslav               |                                                                        | za uspešno vodenje Obalnih galerij, Forme vive v Portorožu, Piranskih dni arhitekture, Galerije A+A v Madridu in Benetkah ter sooblikovanje Zbirke sodobne umetnosti |
| 2017 | ni bilo podeljeno                 | ni bilo podeljeno                                                      | ni bilo podeljeno |
| 2019 | Salvator Žitko                    |                                                                        | za temeljni doprinos k preučevanju kulturne dediščine Slovenske Istre                                                                                                |
| 2021 | Alenka Klemenc                    |                                                                        | za prispevek k strokovni leksiki, za prevajalsko delo in za sodelovanje z institucijami in posamezniki                                                               |
| 2023 | ni bilo podeljeno                 | ni bilo podeljeno                                                      | ni bilo podeljeno |